# Danišovci
Danišovci so izginuli kraj v okolici Prosenjakovcev in Pordašincev v Prekmurju. Vas je bila v listinah prvič omenjena leta 1455, kot possessio Danisolch. Potem se je zgubila v zgodovini.